# AEKKEA-Raab R26-V
Die AEKKEA-Raab R26-V war ein einsitziges Jagdflugzeug des griechischen Flugzeugherstellers AEKKEA-Raab aus dem Jahr 1937, weiterentwickelt aus der AEKKEA-Raab Tigerschwalbe V.

## Entwicklung
Im AEKKEA-Konstruktionsbüro entstanden 1937 eine Reihe militärischer Flugzeugentwürfe. Aus dem ersten Entwurf des zweisitzigen Schulflugzeugs AEKKEA-Raab Tigerschwalbe V leitete Georgios Pagakis das einsitzige Jagdflugzeug AEKKEA-Raab R26-V mit einem stärkeren 550 PS starken Gnome-Rhône-Motor ab.
Die spanisch-republikanischen Luftstreitkräften bestellten zunächst 20 Flugzeuge der AEKKEA-Raab R26-V über das republikanische Büro von George Rosenberg und erweiterte diese später auf 40 Flugzeuge. Auf Grund der Nichteinmischungspolitik Griechenlands im spanischen Bürgerkrieg und eines bestehenden Embargos für militärische Güter, erfolgte in den AEKKEA-Werkstätten im Pyrkal-Werk lediglich die Fertigung von Baugruppen, die über den republikanischen Gesandten Maximo Mussabaun in Thessaloniki nach Spanien verschifft wurden. Die Montage der R26-V-Baugruppen erfolgte in Spanien in einem AEKKEA-Zweigwerk, das Antonius Raab im spanischen Sabadell in einer ehemaligen Textilfabrik eingerichtet hatte. In Sabadell sollen 40 AEKKEA-Raab R26 einschließlich der aus Frankreich beschafften Gnome-Rhône-Motore fertiggestellt worden sein, die allerdings wegen noch fehlender Waffensysteme nicht ausgeliefert wurden. Der Erstflug einer R26-V in Spanien ist nicht belegt.
Die Fertigung in Sabadell kam 1937 durch die Werksschließung seitens der republikanischen Regierung zum Erliegen. Die vorhandenen 40 AEKKEA-Raab R26-V im Werk wurden einer sowjetischen Beratergruppe übergeben und sollen angeblich in die Sowjetunion verschifft worden sein.
Weitere AEKKEA-Raab R26-V wurden nicht gebaut.